# Тарас Бульба (опера Кашперова)
«Тарас Бульба» — опера русского композитора В. Кашперова в 5 действиях, 7 картинах. Либретто написано И. Шпажинским по одноименной повести Н. Гоголя. «Тарас Бульба» последняя опера Кашперова.

## История
20 апреля 1887 года в Большом театре состоялась первая постановка оперы «Тарас Бульба». Композитор В. Кашперов. Либретто оперы написано по повести Николая Гоголя «Тарас Бульба». Режиссер А. Барцал, художник К. Вальц, балетмейстер А. Богданович, дирижер И. Альтани.
Согласно одним источникам, спектакль демонстрировался 7 раз, согласно другим после четырех представлений опера была снята с репертуара.
Последний раз опера была показана 12 февраля 1889 года.
М. И. Глинка говорил, что возлагает на Кашперова большие надежды в период, когда тот занимался постановкой оперы.

## Действующие лица
- Тарас Бульба — И.Ф.Бутенко
- Остап, его Тараса Бульбы — П. Борисов
- Андрей, сын Тараса Бульбы -
- Кирдяга, кошевой атаман — Р. Василевский
- Кукубенко — куренной атаман
- Фома — куренной атаман
- Дмитрий Товкач — М. Чубинский
- Козолуп — А. Шаламов
- Касьян Бавдук — М. Былов[3]
- Дорош — П. Григорьев
- Викентий Грабовский — И. Белявский
- Томаш Юревич — И.Иванов
- Янкель — А. Додонов
- Шлема — В. Стрелецкий
- Катерина, жена Тараса Бульбы — А.П.Крутикова
- Рената, дочь Грабовского — М.Н.Климентова
- Урсула Волчинская — А. Иванова
- Вероника, ее дочь — воспитанница Тарновская
- Фатьма, татарка, служанка Ренаты — Хотинская[5]

## Либретто
Андрей рассказывает своему брату Остапу о том, что любит незнакомую панночку, но Остап останавливает его и сообщает, что это шляхтянка. Тем временем Рената в своей комнате думает о бурсаке, который посмотрел на нее влюбленными глазами. Происходит встреча Тараса Бульбы и его сыновей, которые возвращаются после окончания учебы в бурсе. Он собирается вместе с ними ехать в Запорожскую Сечь, где казаки готовятся к походу, чтобы добиться освобождения от ига польских магнатов. Андрей продолжает мечтать о девушке Ренате, которую увидел. Служанка Ренаты приходит к Андрею и просит его спасти ее хозяйку от голодной смерти. Андрей уходит вместе с ней и становится полковником в осажденной крепости. Когда он преследует казаков, то попадает в осаду. Его убивает собственный отец — Тарас Бульба. Город занимают запорожцы.